# Okręg Teleorman
Teleorman – okręg w południowej Rumunii (Wołoszczyzna), ze stolicą w mieście Alexandria. W 2011 roku liczyła 380 123 mieszkańców. Okręg ma powierzchnię 5790 km², a jego gęstość zaludnienia wynosiła w 2002 roku 80 osób/km².

## Struktura narodowościowa
Według spisu ludności z roku 2011 okręg Teleorman zamieszkiwały następujące narodowości:
- Rumuni - 91,0%
- Romowie - 2,16%
- Turcy - 0,008%
- Węgrzy - 0,005%
- Grecy - 0,002%
- Bułgarzy - 0,002%
- Niemcy - 0,002%
- Włosi - 0,002%
- Czangowie - 0,002%
- Ukraińcy - 0,001%

## Miasta
- Alexandria
- Roșiorii de Vede
- Turnu Măgurele
- Zimnicea
- Videle.

## Gminy
- Băbăița
- Balaci
- Beciu
- Beuca
- Blejești
- Bogdana
- Botoroaga
- Bragadiru
- Brânceni
- Bujoreni
- Bujoru
- Buzescu
- Călinești
- Călmățuiu
- Călmățuiu de Sus
- Cervenia
- Ciolănești
- Ciuperceni
- Conțești
- Cosmești
- Crângu
- Crevenicu
- Crângeni
- Didești
- Dobrotești
- Dracea
- Drăcșenei
- Drăgănești de Vede
- Drăgănești-Vlașca
- Fântânele
- Frăsinet
- Frumoasa
- Furculești
- Gălăteni
- Gratia
- Islaz
- Izvoarele
- Lisa
- Lița
- Lunca
- Măgura
- Măldăeni
- Mârzănești
- Mavrodin
- Mereni
- Moșteni
- Nanov
- Năsturelu
- Necșești
- Nenciulești
- Olteni
- Orbeasca
- Peretu
- Piatra
- Pietroșani
- Plopii-Slăvitești
- Plosca
- Poeni
- Poroschia
- Purani
- Putineiu
- Rădoiești
- Răsmirești
- Săceni
- Saelele
- Salcia
- Sârbeni
- Scrioaștea
- Scurtu Mare
- Seaca
- Segarcea-Vale
- Sfințești
- Siliștea
- Siliștea Gumești
- Slobozia Mândra
- Smârdioasa
- Stejaru
- Ștorobăneasa
- Suhaia
- Talpa
- Tătărăștii de Jos
- Tătărăștii de Sus
- Țigănești
- Traian
- Trivalea-Moșteni
- Troianul
- Uda-Clocociov
- Vârtoape
- Vedea
- Viișoara
- Vitănești
- Zâmbreasca